# IC 3473
IC 3473 је спирална галаксија у сазвјежђу Береникина коса која се налази на листи објеката дубоког неба у Индекс каталогу.
Деклинација објекта је + 18° 14' 40" а ректасцензија 12h 32m 19,0s. Привидна величина (магнитуда) објекта IC 3473 износи 14,3 а фотографска магнитуда 15,0. IC 3473 је још познат и под ознакама UGC 7684, MCG 3-32-62, CGCG 99-81, KUG 1229+185, PGC 41558.